# Рыбалово (Томский район)
Ры́балово — село в Томском районе Томской области России. Административный центр Рыбаловского сельского поселения.

## География
Село расположено на реке Порос, к югу от Шегарского тракта, в 38 км от г. Томска. Рыбалово расположено на высоте 134 м над уровнем моря.

### Уличная сеть
- Улицы: Бодажкова, Дружбы, Интернационалистов, Коммунистическая, Комсомольская, Мира, Октябрьская, Первомайская, Пионерская, Подгорная, Сибирская, Советская, Совхозная, Спортивная, Энергетиков.
- Переулки: Советский, Совхозный, Энергетиков.

### Климат
В селе умеренно-холодный климат и значительное количество осадков. По классификации Кёппена — влажный континентальный климат (индекс Dfb) с тёплым летом и равномерным увлажнением в течение года.
| Показатель                    | Янв.  | Фев.  | Март  | Апр. | Май  | Июнь | Июль | Авг. | Сен. | Окт. | Нояб. | Дек.  | Год  |
| ----------------------------- | ----- | ----- | ----- | ---- | ---- | ---- | ---- | ---- | ---- | ---- | ----- | ----- | ---- |
| Средний суточный максимум, °C | −13,6 | −11,6 | −2,8  | 6,3  | 15,5 | 22,2 | 24,7 | 21,1 | 14,9 | 4,4  | −5,6  | −11,5 | 5,4  |
| Средняя температура, °C       | −17,6 | −16,5 | −8,3  | 1,1  | 9,4  | 16,1 | 18,9 | 15,7 | 9,9  | 1,0  | −9,3  | −15,5 | 0,4  |
| Средний суточный минимум, °C  | −21,6 | −21,3 | −13,7 | −4   | 3,4  | 10,0 | 13,2 | 10,4 | 4,9  | −2,4 | −12,9 | −19,5 | −3,7 |
| Норма осадков, мм             | 30    | 19    | 20    | 28   | 46   | 61   | 71   | 68   | 45   | 50   | 46    | 35    | 519  |
| Источник: Климат Рыбалово     |       |       |       |      |      |      |      |      |      |      |       |       |      |

## История
Населённый пункт был основан как заимка казака Саввы Рыбалова в 1683 году.

## Население
| 2002  | 2008  | 2009  | 2010  | 2011  | 2012  | 2013  | 2014  | 2015  |
| ----- | ----- | ----- | ----- | ----- | ----- | ----- | ----- | ----- |
| 1785  | ↘1750 | ↗1756 | ↗1765 | ↗1770 | ↘1737 | ↗1764 | ↘1762 | ↘1749 |
| 2021  |       |       |       |       |       |       |       |       |
| ↘1685 |       |       |       |       |       |       |       |       |

## Известные уроженцы, жители
С 1961 по 1966 годы в селе жила томская писательница Мария Леонтьевна Халфина, здесь были написаны её основные произведения.

## Инфраструктура
Личное подсобное хозяйство с зоной сельскохозяйственного использования, индивидуальная застройка усадебного типа.
Средняя школа, детский сад, детская художественная школа, детско-юношеская спортивная школа № 2, спорткомплекс, фельдшерско-акушерский пункт (10 сотрудников), Дом культуры (16 сотрудников), библиотека, почтовое отделение, АТС, ЖКХ Рыбаловское, СПК «Рыбалово», ООО «МИНЕЛ», Рыбаловское лесничество Корниловского лесхоза. Рыбаловское месторождение глино-керамзитового сырья (не разрабатывается).

## Достопримечательности
В 2002 году местный предприниматель Сергей Горшков установил рядом с магазином памятник Ленину, когда-то стоявший на площади Революции в г. Томске (ныне — Ново-Соборная площадь).

## Транспорт
Добраться до села можно, проехав по Шегарскому тракту до Нелюбино, затем по автодороге, идущей на юг, к деревне Верхнее Сеченово. От Томского автовокзала до Верхнего Сеченова ежедневно три раза в день ходит рейсовый автобус.